# Mosnac (Charente)
Mosnac è una frazione del comune francese di Mosnac-Saint-Simeux, con status di comune delegato, nel dipartimento della Charente nella regione della Nuova Aquitania.

## Storia
Il 1º gennaio 2021 il comune di Mosnac venne fuso con il comune di Saint-Simeux, formando il nuovo comune di Mosnac-Saint-Simeux.

## Società

### Evoluzione demografica
Abitanti censiti